# Asao Hirano
Asao Hirano (jap. 平野朝雄 Hirano Asao; ur. 26 listopada 1926, zm. 25 lipca 2019) – japoński neuropatolog. Za wkład w światową neuropatologię został odznaczony Orderem Wschodzącego Słońca.
Asao Hirano ukończył studia na Uniwersytecie Kiotyjskim ze stopniem doktora medycyny w 1953, po czym wyjechał do USA specjalizować się z neuropatologii. Trafił do Montefiore Medical Center w Nowym Jorku w 1955. Od 1959 do 1960 przebywał na wyspie Guam jako pracownik Narodowych Instytutów Zdrowia, gdzie badał tajemniczą, endemiczną chorobę, określaną przez rdzennych mieszkańców (plemię Czamorro) jako lytico-lubag, obecnie znaną jako stwardnienie zanikowe boczne-parkinsonizm/otępienie (ALS/PDC). Jego prace doprowadziły do zidentyfikowania zmian neuropatologicznych charakterystycznych także dla choroby Alzheimera, nazwanych na jego cześć ciałami Hirano. 
W 1961 Hirano za swoje odkrycie otrzymał Nagrodę Weila przyznawaną przez American Association of Neuropathologists.
Przez ponad trzydzieści lat Asao Hirano pracował jako kierownik Neuropathology Division of Montefiore Medical Center i profesor w Albert Einstein College of Medicine. Opublikował szereg podręczników neuropatologii po japońsku, które umożliwiły japońskim studentom specjalizację w tej dziedzinie i wykształciły całe pokolenie japońskich neuropatologów.

## Wybrane prace
- T Matsui, A Hirano: An atlas of the human brain for computerized tomography. Igaku-Shoin Tokyo, 1978
- Changes in Neurological Diseases in the Last Half Century. J Nippon Med Sch 2000; 67 (6), 418-420 PDF
- A. Hirano, LT. Kurland, GP. Sayre. Familial amyotrophic lateral sclerosis. A subgroup characterized by posterior and spinocerebellar tract involvement and hyaline inclusions in the anterior horn cells. „Arch Neurol”. 16 (3), s. 232-43, Mar 1967. PMID: 6018874.
- T. Yamamoto, A. Hirano. Nucleus raphe dorsalis in Alzheimer's disease: neurofibrillary tangles and loss of large neurons. „Ann Neurol”. 17 (6), s. 573-7, Jun 1985. DOI: 10.1002/ana.410170608. PMID: 4026228.
- A. Hirano, H. Donnenfeld, S. Sasaki, I. Nakano. Fine structural observations of neurofilamentous changes in amyotrophic lateral sclerosis. „J Neuropathol Exp Neurol”. 43 (5), s. 461-70, Sep 1984. PMID: 6540799.
- A. HIRANO, N. MALAMUD, LT. KURLAND. Parkinsonism-dementia complex, an endemic disease on the island of Guam. II. Pathological features. „Brain”. 84, s. 662-79, Dec 1961. PMID: 13907610.